# Las Conferencias Feynman sobre Física
Las Conferencias Feynman sobre Física es un libro de texto de física basado en algunas conferencias de Richard Feynman, premio Nobel al que a veces se ha llamado "El Gran Explicador". Las conferencias se pronunciaron ante estudiantes universitarios del Instituto Tecnológico de California (Caltech) entre 1961 y 1963. Los coautores del libro son Feynman, Robert B. Leighton y Matthew Sands.
Una reseña de 2013 en Nature describió el libro como poseedor de "sencillez, belleza, unidad... presentado con entusiasmo y perspicacia"

## Descripción
El libro de texto consta de tres volúmenes. El primer volumen se centra en la mecánica, la radiación y el calor, incluidos los efectos relativistas. El segundo volumen cubre principalmente el electromagnetismo y la materia. El tercer volumen cubre la mecánica cuántica; por ejemplo, muestra cómo el experimento de la doble rendija demuestra las características esenciales de la mecánica cuántica. El libro también incluye capítulos sobre la relación entre matemáticas y física, y la relación de la física con otras ciencias.
En 2013, Caltech, en cooperación con el sitio web de The Feynman Lectures, puso el libro a disposición de forma gratuita en el sitio web.

## Antecedentes
En 1960, las investigaciones y los descubrimientos de Richard Feynman en física habían resuelto una serie de inconsistencias preocupantes en varias teorías fundamentales. En particular, fue su trabajo en electrodinámica cuántica por el que recibió el Premio Nobel de Física en 1965. Al mismo tiempo que Feynman estaba en la cima de su fama, la facultad del Instituto de Tecnología de California estaba preocupada por la calidad de los cursos introductorios para estudiantes universitarios. Se pensaba que los cursos estaban sobrecargados por un plan de estudios anticuado y que los emocionantes descubrimientos de los últimos años, muchos de los cuales habían ocurrido en Caltech, no se enseñaban a los estudiantes.
Así, se decidió reconfigurar el primer curso de física que se ofrecía a los estudiantes en Caltech, con el objetivo de generar más entusiasmo en los alumnos. Feynman aceptó de buen grado impartir el curso, aunque sólo una vez. Consciente de que sería un acontecimiento histórico, el Caltech grabó cada conferencia y tomó fotografías de cada dibujo que Feynman hacía en la pizarra.
A partir de las conferencias y las grabaciones, un equipo de físicos y estudiantes de posgrado elaboró un manuscrito que se convertiría en Las Conferencias Feynman sobre Física. Aunque la contribución técnica más valiosa de Feynman al campo de la física puede haberse producido en el campo de la electrodinámica cuántica, las Conferencias Feynman estaban destinadas a convertirse en su obra más leída.
Las Conferencias Feynman están consideradas como una de las más sofisticadas y completas introducciones a la física a nivel universitario. El propio Feynman declaró en su prefacio original que era "pesimista" respecto a su éxito a la hora de llegar a todos sus alumnos. Las conferencias de Feynman se escribieron "para mantener el interés de estudiantes muy entusiastas y bastante inteligentes que salían de los institutos y entraban en Caltech". Feynman dirigía las conferencias a estudiantes que, "al final de dos años de nuestro curso anterior, [estaban] muy desanimados porque se les presentaban muy pocas ideas grandiosas, nuevas y modernas". En consecuencia, algunos estudiantes de física consideran que las conferencias son más valiosas después de haber adquirido una buena comprensión de la física mediante el estudio de textos más tradicionales, y los libros se consideran a veces más útiles para los profesores que para los estudiantes.
Mientras el curso de dos años (1961-1963) aún estaba en marcha, los rumores al respecto se extendieron por toda la comunidad de investigación y enseñanza de la física. En un prefacio especial a la edición de 1989, David Goodstein y Gerry Neugebauer afirmaban que, con el paso del tiempo, la asistencia de estudiantes de licenciatura matriculados había descendido bruscamente, pero se había visto compensada por un aumento del número de profesores y estudiantes de posgrado. El coautor Matthew Sands, en su memoria que acompaña a la edición de 2005, refuta esta afirmación. Goodstein y Neugebauer también afirmaron que "fueron los compañeros [de Feynman] -científicos, físicos y profesores- los principales beneficiarios de su magnífico logro, que fue nada menos que ver la física a través de la perspectiva fresca y dinámica de Richard Feynman", y que su "don era que era un extraordinario maestro de maestros".
Addison-Wesley publicó una colección de ejercicios y problemas para acompañar las Conferencias Feynman sobre Física. Los conjuntos de problemas se utilizaron por primera vez en el año académico 1962-1963 y fueron organizados por Robert B. Leighton. Algunos de los problemas son lo suficientemente sofisticados y difíciles como para requerir la comprensión de temas avanzados, como la ley cero-uno de Kolmogorov. El conjunto original de libros y suplementos contenía una serie de errores, algunos de los cuales hacían que los problemas fueran irresolubles. Se emitieron varias erratas, que ahora están disponibles en línea.
Addison-Wesley también publicó en formato CD todas las cintas de audio de las conferencias, más de 103 horas con Richard Feynman, después de remasterizar el sonido y borrar las grabaciones. Para el lanzamiento en CD, el orden de las conferencias se reorganizó respecto al de los textos originales. La editorial ha publicado una tabla que muestra la correspondencia entre los libros y los CD.
En marzo de 1964, Feynman se presentó de nuevo como conferenciante ante la clase de física de primer año, pero las notas de esta conferencia se perdieron durante varios años. Finalmente fueron localizados, restaurados y publicados como La conferencia perdida de Feynman: El movimiento de los planetas alrededor del sol.
En 2005, Michael A. Gottlieb y Ralph Leighton fueron coautores de Tips on Physics de Feynman, que incluye cuatro de las conferencias de primer año de Feynman que no se habían incluido en el texto principal (tres sobre resolución de problemas, una sobre guía inercial), una memoria de Matthew Sands sobre los orígenes de las Conferencias Feynman sobre Físicay los ejercicios (con respuestas) que Robert B. Leighton y Rochus Vogt asignaban a los estudiantes en las secciones de recitación del curso de las Conferencias Feynman en Caltech. En 2005 también se publicó una "Edición Definitiva" de las conferencias que incluía correcciones del texto original.
Sands ofrece un relato de la historia de estos famosos volúmenes en su artículo de memorias "Capturing the Wisdom of Feynman" y en otro artículo "Memories of Feynman" del físico TA Welton.
En un correo electrónico del 13 de septiembre de 2013 a los miembros del foro en línea de Feynman Lectures, Gottlieb anunció el lanzamiento de un nuevo sitio web por parte de Caltech y el sitio web de Feynman Lectures que ofrece "[Una] edición en línea gratuita de alta calidad" del texto de la conferencia. Para brindar una experiencia de lectura independiente del dispositivo, el sitio web aprovecha tecnologías web modernas como HTML5, SVG y MathJax para presentar texto, figuras y ecuaciones en cualquier tamaño manteniendo la calidad de la visualización.

## Contenido

### Volumen I: Principalmente mecánica, radiación y calor.
Prefacio: “Cuando llegaban ideas nuevas, intentaba o bien deducirlas si eran deducibles o bien explicar que se trataba de una idea nueva... y que se suponía que no era demostrable.”
Capítulos
- Átomos en movimiento
- Física básica
- La relación de la física con otras ciencias
- Conservación de la energía
- Tiempo y distancia
- Probabilidad
- Teoría de la gravitación
- Movimiento
- Leyes dinámicas de Newton
- Conservación del momento
- Vectores
- Características de la fuerza
- Trabajo y energía potencial (A)
- Trabajo y energía potencial (conclusión)
- La teoría especial de la relatividad
- Energía y momento relativistas
- Espacio-tiempo
- Rotación en dos dimensiones
- Centro de masa; Momento de inercia
- Rotación en el espacio
- El oscilador armónico
- Álgebra
- Resonancia
- Transitorios
- Sistemas lineales y revisión
- Óptica: Principio del tiempo mínimo
- Óptica geométrica
- Radiación electromagnética
- Interferencia
- Difracción
- El origen del índice de refracción
- Amortiguación de la radiación. Dispersión de la luz
- Polarización
- Efectos relativistas en la radiación
- Visión en color
- Mecanismos de la visión
- Comportamiento cuántico
- La relación de los puntos de vista de ondas y partículas
- La teoría cinética de los gases
- Los principios de la mecánica estadística
- El movimiento browniano
- Aplicaciones de la teoría cinética
- La difusión
- Las leyes de la termodinámica
- Ejemplos de termodinámica
- Carraca y trinquete
- El sonido. La ecuación de onda
- Latidos
- Modos
- Armónicos
- Ondas
- Simetría en las leyes físicas

### Tomo II: Principalmente electromagnetismo y materia
Capítulos 
1. Electromagnetismo
2. Cálculo diferencial de campos vectoriales
3. Cálculo integral vectorial
4. Electrostática
5. Aplicación de la ley de Gauss
6. El campo eléctrico en diversas circunstancias
7. El campo eléctrico en diversas circunstancias (continuación)
8. Energía electrostática
9. Electricidad en la atmósfera
10. Dieléctricos
11. Dentro de los dieléctricos
12. Análogos electrostáticos
13. Magnetostática
14. El campo magnético en diversas situaciones
15. El potencial vectorial
16. Corrientes inducidas
17. La leyes de inducción
18. Las ecuaciones de Maxwell
19. Principio de mínima acción
20. Soluciones de las ecuaciones de Maxwell en el espacio libre
21. Soluciones de las ecuaciones de Maxwell con corrientes y cargas
22. AC circuitos
23. Resonador de cavidad
24. Guía de ondas
25. Electrodinámica en notación relativista
26. Transformaciones de Lorentz del campos
27. Energía de campo y momento de campo
28. Masa electromagnética (ref. a Teoría del absorbente de Wheeler-Feynman)
29. El movimiento de cargas en eléctrico y campo magnético
30. La geometría interna de cristales
31. Tensor
32. Índice de refracción de materiales densos
33. Reflexión de las superficies
34. El magnetismo de la materia
35. Paramagnetismo y Resonancia magnética
36. Ferromagnetismo
37. Materiales magnéticos
38. Elasticidad
39. Materiales elásticos
40. El flujo de agua seca
41. El flujo del agua húmeda
42. Espacio curvo

### Volumen III: Mecánica cuántica
Capítulos 
1. Comportamiento cuántico
2. La relación de puntos de vista de onda y partícula
3. Amplitud de probabilidads
4. partículas idénticas
5. Espín uno
6. Spin one-half
7. La dependencia de amplitudes con el tiempo
8. El Matriz hamiltoniana
9. El amoníaco máser
10. Otros sistemas de dos estados
11. Más sistemas de dos estados
12. La división hiperfina en hidrógeno
13. Propagación en una red cristalina
14. Semiconductores
15. La aproximación de la partícula independiente
16. La dependencia de las amplitudes con la posición
17. Simetría y leyes de conservación
18. Momento angular
19. El átomo de hidrógeno y la tabla periódica
20. Operadores
21. La ecuación de Schrödinger en un contexto clásico: seminario sobre superconductividad

## Ediciones abreviadas
Más tarde se recopilaron seis capítulos de fácil acceso en un libro titulado Seis piezas sencillas: Fundamentos de la física explicados por su maestro más brillante. Otros seis capítulos figuran en el libro Seis piezas no tan fáciles: La relatividad de Einstein, la simetría y el espacio-tiempo.
“ Seis piezas sencillas surgió de la necesidad de acercar a una audiencia lo más amplia posible una introducción sustancial pero no técnica a la física basada en la ciencia de Richard Feynman.. . El lector general tiene la suerte de que Feynman haya optado por presentar ciertos temas clave en términos mayoritariamente cualitativos, sin matemáticas formales..

### Seis piezas fáciles(1994)
Capítulos:
1. Átomos en movimiento
2. Física Básica
3. La relación de la física con otras ciencias.
4. Conservación de la energía
5. La teoría de la gravitación.
6. Comportamiento cuántico

### Seis piezas no tan fáciles(1998)
Capítulos:
1. Vectores
2. Simetría en las leyes físicas.
3. La teoría especial de la relatividad.
4. Energía e impulso relativistas.
5. Tiempo espacial
6. Espacio curvo

### Lo mejor de las conferencias Feynman(Audio, 2005)
Capítulos:
1. La teoría de la gravitación (Tomo I, Capítulo 7)
2. El espacio curvo (Tomo II, Capítulo 42)
3. Electromagnetismo (Vol. II, Capítulo 1)
4. Probabilidad (Vol. I, Capítulo 6)
5. La relación entre el punto de vista de las ondas y el de las partículas (Vol. III, Capítulo 2)
6. Superconductividad (Vol. III, Capítulo 21)

## Información sobre las publicaciones
- Feynman R, Leighton R y Sands M. Las Conferencias Feynman sobre Física. Tres volúmenes 1964, 1966. Tarjeta de catálogo de la Biblioteca del Congreso No. 63-20717
  - (juego de tres volúmenes en rústica de 1970)
  - (conjunto conmemorativo de tres volúmenes de tapa dura de 1989)
  - (2006, edición definitiva, segunda impresión, tapa dura)
- Consejos de física de Feynman: un suplemento de resolución de problemas de las Conferencias de Física de Feynman (tapa dura)ISBN 0-8053-9063-4
- Seis piezas fáciles (libro de tapa dura con audio original de Feynman en CD)ISBN 0-201-40896-1
- Seis piezas fáciles (libro de bolsillo)ISBN 0-201-40825-2
- Seis piezas no tan fáciles (libro de bolsillo con audio original de Feynman en CD)ISBN 0-201-32841-0
- Seis piezas no tan fáciles (libro de bolsillo)ISBN 0-201-32842-9
- Ejercicios para las Conferencias Feynman (libro de bolsillo)ISBN 2-35648-789-1 (agotado)
- Feynman R, Leighton R y Sands M., sitio web de Feynman Lectures, septiembre de 2013.
  - "Las Conferencias Feynman sobre Física, Volumen I" (edición en línea)
  - "Las Conferencias Feynman sobre Física, Volumen II" (edición en línea)
  - "Las Conferencias Feynman sobre Física, Volumen III" (edición en línea)